# リチャード・バーク (第6代メイヨー伯爵)
第6代メイヨー伯爵リチャード・サウスウェル・バーク（英: Richard Southwell Bourke, 6th Earl of Mayo, KP, GCSI, PC、1822年2月21日 - 1872年2月8日）は、アイルランド出身のイギリスの政治家、貴族。
保守党政権で3期にわたってアイルランド担当大臣（1852年、1858年 - 1859年、1866年 - 1868年）を務めた後、1869年からインド総督に就任したが、1872年に任地で暗殺された。

## 経歴
1822年2月21日、アイルランド貴族の第5代メイヨー伯爵ロバート・バークとその妻アンの長男として生まれる。
アイルランド・ダブリンのトリニティ・カレッジやオックスフォード大学で学んだ。
1847年から1852年にかけてキルデア選挙区選出の保守党所属庶民院議員を務めた。 1852年から1857年にかけてはコールレーン選挙区、1857年から1868年にかけてはコッカーマス選挙区から選出された。
1852年、1858年から1859年、1866年から1868年にかけて成立した3度のダービー伯爵内閣と第1次ディズレーリ内閣においてアイルランド担当大臣を務めた。
1867年8月に父の死により第6代メイヨー伯爵位を継承するが、アイルランド貴族なので貴族院議員には列していない。
その後、首相ベンジャミン・ディズレーリの指名でインド総督に内定した。1868年末に自由党への政権交代があったため、任命を取り消される恐れもあったが、新首相グラッドストンは前政権の任命を取り消さなかったため、メイヨー卿は1869年1月12日からインドに着任することになった。第2次グラッドストン内閣の不拡大方針に従い、アフガンとの交渉を巧みにさばいて外交問題を鎮静化させ、インド内政に集中した。
悪化している英領インド帝国財政の再建に取り組み、歳出削減と塩税や所得税導入による増税で歳入増加を目指した。歳出削減の一環で教育・医療・道路などは州政府の管轄に移し、わずかな税だけ与えてやり繰りさせた。結果的にはこれが後の連邦制の端緒となった。
国の統計調査を目指し、メイヨー卿自らも各地を視察して回ったが、流刑地であるベンガル湾・アンダマン諸島を訪問した1872年2月8日に、死刑から終身刑に減刑されていたパシュトゥーン人流刑囚シェル・アリ・アフリディによって刺殺された。彼は歴代インド総督の中で暗殺された唯一の人物である。アフリディは判決を恨んで総督と副総督の命を狙ったと自供し、3月11日にヴァイパー島の刑務所で絞首刑に処された。

## 栄典

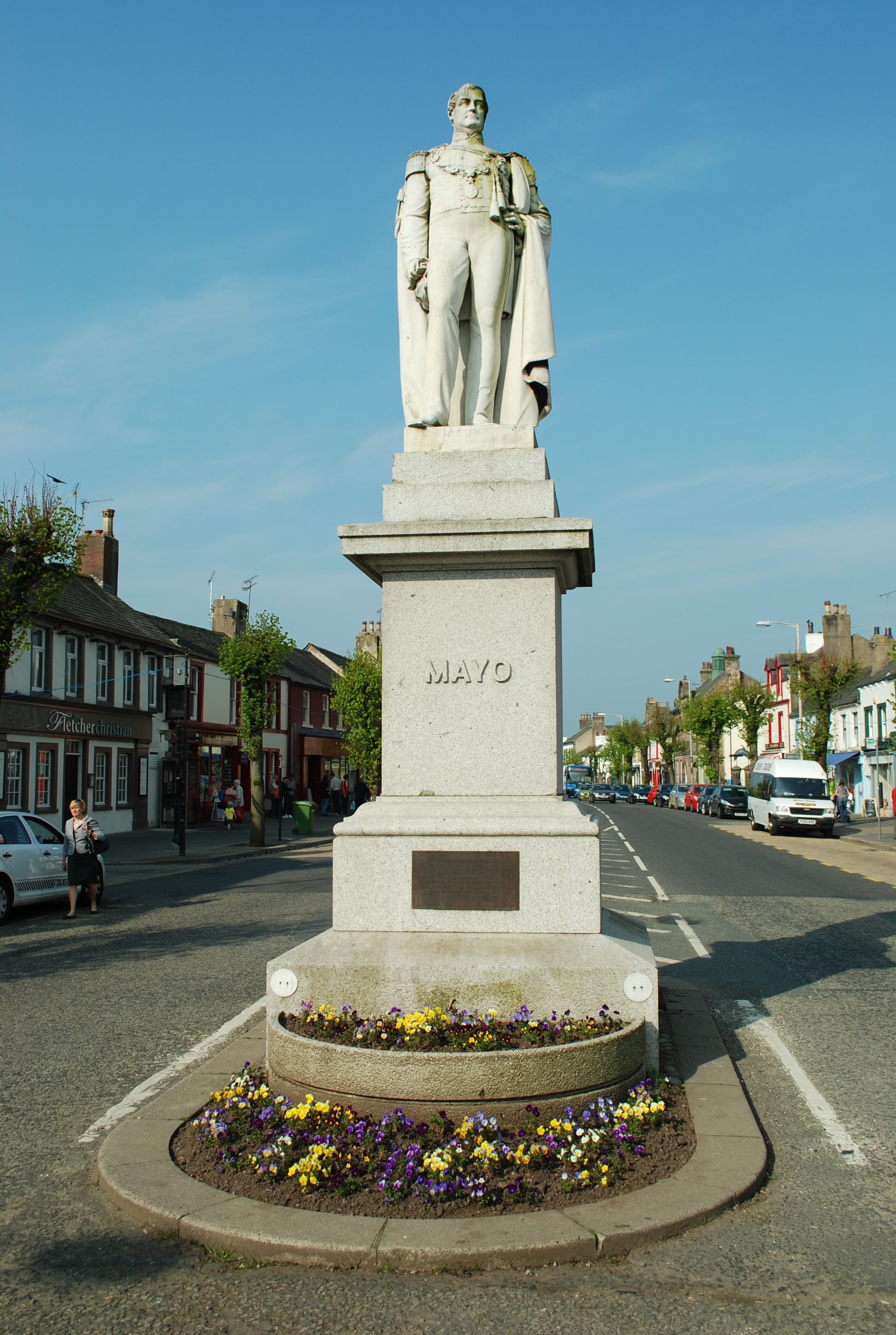
コッカーマスに建つメイヨー卿の像。

### 爵位
- 1867年8月12日、第6代メイヨー伯爵（1785年創設アイルランド貴族爵位）
- 1867年8月12日、第6代メイヨー子爵（1781年創設アイルランド貴族爵位）
- 1867年8月12日、第6代ネース男爵（1776年創設アイルランド貴族爵位）[2]

### 勲章
- 1869年、聖パトリック勲章ナイト（KP）
- インドの星勲章ナイト・グランド・コマンダー（GCSI）[2]

### その他
- 1852年、枢密顧問官（PC）[2]。

## 家族
初代ルコンフィールド男爵ジョージ・ウィンダムの娘ジュリアと結婚し、彼女との間に長男の第7代メイヨー伯爵ダーモット・バーク（1851年 - 1927年）や次男モーリス・バーク（1853年 - 1900年）ら4男3女を儲けた。